# Black Boned Angel
Black Boned Angel war ein neuseeländisches Drone-Doom-Projekt.

## Geschichte

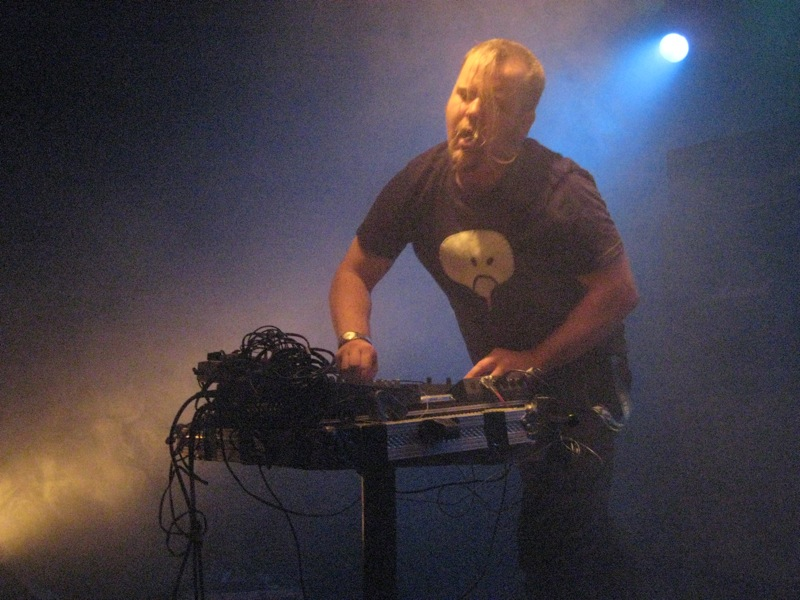
Kneale, hier bei einem Auftritt seines Projektes Birchville Cat Motel 2009 in Berlin, gilt als Kopf des Projektes Black Boned Angel

Campbell Kneale gründete Black Boned Angel zu Beginn der 2000er Jahre und benannte das Projekt nach einem Stück der Gruppe Godflesh. Da Kneale zugleich die Independent-Label Battlecruiser und Celebrate Psi Phenomena betrieb, veröffentlichte das Projekt mehrere Alben über Kneales eigene Firmen. Für andere Veröffentlichungen, insbesondere EPs, kooperierte das Projekt hingegen mit weiteren Independent-Labeln wie 20 Buck Spin, Riot Season oder Sound Devastation Records.
Gegenüber Projekten wie Nadja, mit welchen Black Boned Angel zwei Split-EPs herausbrachte, Earth, Boris oder Sunn O))) erlangte Black Boned Angel eine geringere Bekanntheit. Diese erreichte die Gruppe international vornehmlich durch die beiden Kooperationen mit Nadja. In Besprechungen des Gesamtgenres wurde der musikalische Ansatz der Gruppe dennoch als bedeutsam und innovativ für den Drone Doom gelobt. Rezensionen einzelner Veröffentlichungen hoben besonders die Alben Verdun und The Endless Coming Into Life als düsterste Alben des Genres hervor.
Im Jahr 2012 gab Kneale bekannt, dass er Black Boned Angel nicht fortführen würde. Das 2013 über Handmade Birds veröffentlichte Album The End sollte das letzte der Band bleiben. Kneale begründete seine Entscheidung damit, sich von der in den Veröffentlichungen transportierten „großen, erdrückenden Traurigkeit“ trennen zu wollen. So beschreibt er die Phase als „eine Zeit und einen Ort voller […] schrecklicher Geister“, welche er bestrebt sei hinter sich zu lassen. The End wurde als Abschluss der Karriere vielfach rezipiert und von Rezensenten, häufig stellvertretend für das Gesamtwerk von Black Boned Angel, positiv beurteilt.

## Stil
Zumeist wird die von Black Boned Angel gespielte Musik dem Drone Doom und Dark Ambient zugerechnet. So verwischt, dem NME- und The-Wire-Redakteur Louis Pattison zufolge, in der Musik des neuseeländischen Projektes die Grenze zwischen Dark Ambient und Drone Done. Gelegentlich werden weitere Stilbegriffe wie Experimental, Doom Metal und Noise ergänzend angeführt. Ebenso werden Vergleiche mit Godflesh, Sunn O))), Earth, Khanate, Jesu und Corrupted zur Verortung der Musik bemüht.
Das Gitarrenspiel wird dem Genre entsprechend als „Riffs, die sich schier ewig hinziehen“ beschrieben. Das langsame Schlagzeug wird indes mit einem Hall-Effekt versehen in den Hintergrund gemischt. So entstehe eine „unerbittliche Monotonie“ zwischen „düsteren Ambient-Klängen […], schleppende Doom-Riffs“ und dem „minimalistisch eingesetzten Schlagzeug“. Das eingearbeitete Sampling unterstütze derweil die als düster und bedrückend wahrgenommene Atmosphäre.

## Diskografie
- 2003: Supereclipse (EP, Celebrate Psi Phenomenon/20 Buck Spin)
- 2005: Heavens Blaze Forth the Death of Princes (Album, 20 Buck Spin)
- 2005: Eternal Love (EP, Battlecruiser)
- 2006: Bliss and Void Inseparable (Album, 20 Buck Spin)
- 2006: Eternal Hunger (EP, Battlecruiser)
- 2006: Ashes (Kompilation, Celebrate Psi Phenomenon)
- 2007: Dashed upon Stones (EP, Battlecruiser)
- 2007: Eternal Love/Eternal Hunger (Kompilation, Riot Season)
- 2008: Christ Send Light (Split-EP mit Nadja, Battlecruiser/Sound Devastation Records)
- 2008: The Endless Coming into Life (Album, 20 Buck Spin)
- 2009: Nadja/Black Boned Angel (Split-EP mit Nadja, 20 Buck Spin)
- 2009: Verdun (Album, Riot Season)
- 2010: The Witch Must Be Killed (Album, Conspiracy Records)
- 2013: The End (Album, Handmade Birds)